# サバンナ (お笑いコンビ)
サバンナは、吉本興業所属のお笑いコンビ。1994年4月結成。2人とも京都府出身。

## メンバー
高橋 茂雄（たかはし しげお、1976年1月28日 - ）（49歳）
ボケ（たまにツッコミ）・ネタ作り担当。相方・八木はかなりの天然ボケであるためトーク番組などネタ番組以外では基本的に後輩の立場だが、八木に対して頭を叩きながらツッコむことも頻繁にある。
京都府京都市出身。立命館中学校、立命館高等学校、立命館大学産業社会学部情報メディアコース卒業。身長176 cm、体重67 kg。血液型A型。
通称「茂雄」。
「犬井ヒロシ」のキャラでも知られる。

八木 真澄（やぎ ますみ、1974年8月4日 - ）（51歳）
ツッコミ（たまにボケ）担当。大学の後輩だった相方・高橋にはよく頭を叩かれながらツッコまれる。そして視聴者にも八木がツッコミということはほとんど知られていない。
京都府綴喜郡井手町出身。立命館中学校、立命館高等学校、立命館大学産業社会学部卒業。身長176 cm、体重73 kg。血液型O型。
通称「八木ちゃん」「真澄」「マース」。
「有酸素運動マン」「置き引き」のキャラでも知られる。

## 経歴
- 立命館大学在学中、学祭へ来た千原ジュニア（千原兄弟）が高橋の披露した漫才を見て褒めてくれたことをきっかけとして遊び心で現在のコンビを結成[2]。八木がコンビ名として「ジャマイカ」を提案してみると高橋からは反対され、地域名なら妥協してくれるだろうと「サバンナ」を代わりに考案してそのまま採用された。高橋が漫画家・ハロルド作石の大ファンであるため、当時連載されていた『サバンナのハイエナ』にちなんでサバンナを考えたとも語っている。
- 1994年4月結成[1]。初舞台は1995年[1]、心斎橋筋2丁目劇場のオーディションイベント「2丁目ワチャチャライブJr.」[1]。吉本所属のコンビだが2人ともNSCには一切通わずデビューしたという、NSC設立後養成所経由でのデビューが多い芸人の中では珍しいパターン。芸歴としてはNSC大阪校12期（小籔千豊・2丁拳銃・COWCOWなど）より後輩だが、同13期（ブラックマヨネーズ・野性爆弾・次長課長など）よりも先輩という、云わば12.5期という立ち位置になる（広義ではNSC大阪校12期と同期扱い）。
  - デビュー直後にファミレスでネタ合わせをしていたところ、小杉竜一（ブラックマヨネーズ）が偶然通りがかった（当時の小杉はNSC在籍中でデビュー前）。前述の通りサバンナはNSCへ通っておらず、自分より先輩とは全く思わなかった小杉は「何や自分らお笑いやってるん? まあ頑張りや!」と偉そうに声を掛けつつ去っていった[3]。
- 2008年以降にブレイクしてからはコンビとしての活動を熟す一方で、機転の利いたツッコミや回転の速さが評価された高橋によるピンでの仕事が目立っていく。八木も持ち前の一発ギャグや筋肉キャラなどでピンでの活動を行なっているが、レギュラー消滅を機に企業パーティー、お祭り、講演活動などいわゆる「営業」に活路を見い出していった[4]。
- 2022年3月31日に『ヒルナンデス!』（日本テレビ）卒業、その7か月後の『今ちゃんの「実は…」』（ABCテレビ）の放送終了に伴いレギュラー番組が消滅し、コンビでの出演は準レギュラーである『アッコにおまかせ!』のみになっていたが、八木の「営業」へのシフト成功を契機に、BSよしもとの『営業‐1グランプリ』では共にレギュラー出演している。

## エピソード
- 芸風は主にコントで、ネタに登場するキャラは100以上にもなる。漫才も時たま演じており、M-1グランプリでは準決勝まで進出経験を持つ。
- 高橋扮する『エンタの神様』（日本テレビ）でエンディングを担当するキャラ・犬井ヒロシは、本来2002年頃に完成したサバンナの看板コント「ブルース」でのキャラだった。エンタの神様以外でも『よしもとサンサンTV』（サンテレビ）で「犬井ヒロシ」というメインのコーナーをもっていた。
- 犬井ヒロシとして一気に知名度を獲得したため、当初は営業など高橋のみでのオファーが多かった。しかし営業はコンビでしか受けないと高橋が決めており、それには今でも感謝していると八木は述べている[5]。ただしその後、八木のギャグが全国区へ知られるようになってからは柄の悪い舞台を苦手とする高橋が営業に参加せず、八木単独（もしくは『ザ☆健康ボーイズ』として）で営業を受けるようになっているという[6]。
- 2人は柔道部の先輩後輩の関係で、八木が先輩・高橋が後輩である。八木が黒帯で主将を務めるほどの実力者だったが、高橋は全く目立たない部員だった。
- 2009年春、2人とも活動拠点を東京へ移した[7]。当初は東京・大阪にそれぞれ家を借りていたが、1年後に高橋は大阪に借りていた家を後輩の西代洋（ミサイルマン）へと譲っている。一方で八木は大阪にも家を借り続け、妻はそこに住んでいる。
- 2人の両方の名前が「プロ野球選手の名前」のため、野球好き芸人からネタにされることがある（例：高橋=高橋由伸+長嶋茂雄、八木=八木裕+桑田真澄）。
- 昼の情報番組『ヒルナンデス!』（日本テレビ）では放送開始当初から出演し続けている数少ないレギュラーメンバー[注 1]として、コンビでは唯一出演し続けていたが2022年3月31日放送を以って卒業した[8]。

## 受賞歴
- 第18回 ABCお笑い新人グランプリ 優秀新人賞（1997年）
- 2008年度 第4回 BGO上方笑演芸大賞 大賞受賞（2009年）

## 出演
メンバー単独での出演は八木真澄、高橋茂雄の項を参照。

### テレビ番組
- 営業-1グランプリ（BSよしもと、2023年12月17日、2024年7月14日、12月14日） - 高橋:MC、八木:プレゼンター

出演機会が多い番組
- アッコにおまかせ!（TBSテレビ）- 準レギュラー
- アメトーーク!（テレビ朝日）- 不定期出演
- ダウンタウンDX（日本テレビ）- 不定期出演
- 芸人報道（日本テレビ、2010年4月5日 - 2014年3月31日、2014年6月6日 - ）- 高橋のみ、レギュラー放送終了後は不定期放送。八木もゲストとして出演経験あり

過去の出演番組
- 光速脳天ベタキング（関西テレビ、1996年4月26日 - 1997年3月27日）
- クヮンガクッ（毎日放送）- 準レギュラー
- ?マジっすか!（毎日放送、2001年4月15日 - 2003年3月18日）
- 妖怪ブッサイくん（テレビ大阪、2002年10月9日 - 2003年3月26日）
- 大阪フジワラリゾート（テレビ大阪、2003年4月20日 - 9月28日）
- よしもとサンサンTV（サンテレビ、2004年4月 - 2009年3月）司会
- なるトモ!（読売テレビ）
- あさパラ!（読売テレビ、2006年 - 2014年）- 準レギュラー
- 明石家さんちゃんねる（TBSテレビ）- 準レギュラー
- 今ちゃんの「実は…」（朝日放送テレビ、2008年4月9日 - 2022年10月26日）
- オニ発注（テレビ東京、2008年4月16日 - 9月24日）宮川大輔と共に司会。
- おはよう朝日です火曜日（朝日放送）担当コーナーは「サバンナのどうYouKnowん?」、2008年9月30日を以って卒業。
- オレワン（フジテレビ、2009年10月13日 - 2010年3月16日）- 高橋のみレギュラー、八木は不定期でVTR出演
- DON!（日本テレビ、2010年3月29日 - 2011年3月22日）火曜レギュラー
- うんちく・しりすぎ（日本テレビ、2010年4月 - 6月）
- ヒルナンデス!（日本テレビ、2011年3月28日 - 2022年3月31日）木曜レギュラー
- ごきげんライフスタイル よ〜いドン!（関西テレビ、2012年4月2日 - 2021年3月29日）月曜レギュラー
- BS吉テレ デジ魂（BS日テレ、2013年4月 - 2014年1月）- 月曜MC
- MUSIC GOLD RUSH（J:COM、2014年10月3日 - 2017年9月）- 高橋:MC、八木:ナレーター
- コレ考えた人、天才じゃね!? 〜今すぐ役立つ生活の知恵、集めました〜（テレビ東京、2015年7月17日 - 2016年3月11日）- 高橋のみMC、八木もレポーターとして数回出演

### テレビアニメ
- 名探偵コナン（日本テレビ系、2007年10月22日）- 八木:ウキキ 役、高橋:司会者 役

### 映画
- 日常（2006年2月4日公開、エス・エス・エム）
- 日常〜恋の声〜（2007年3月3日公開、エス・エス・エム）
- YOSHIMOTO DIRECTOR'S 100 〜100人が映画撮りました〜「パパとママが ふしあわせでありますように!」（2008年4月26日～5月2日公開）高橋のみ
- 映画ドラえもん のび太の南極カチコチ大冒険（2017年3月4日公開、東宝）- 八木:オクトゴン 役、高橋:ヤミテム 役

### CM
- ビッグステップ（2007年新春バーゲン）関西ローカル

犬井ヒロシがステージで歌い、八木は客席の警備員として出演。
- ハウスフリーダム 関西ローカル
- ECC予備校

犬井ヒロシが教室で歌い、八木は教師として教壇にいる。
- オロナミンC

「キモチスイッチCMバトル2007」東京都担当
- NAVITIME
- リクルートジョブズ From A navi（2012年8月 - ）[9]

### ラジオ番組
- サバンナの××!R-ZONE(ペケペケアールゾーン)（朝日放送、1996年10月 - 1999年3月）コンビ結成初の冠番組。
- オンスト（YES-FM、1999年10月 - 2001年3月）
- AM808。マジっすよ!（毎日放送、2001年4月 - 2002年3月）
- YO!ベシャリスト（YES-FM、2001年4月 - 2002年3月）
- B（毎日放送、2002年4月 - 2002年9月）
- baseピクニックラジオ（YES-FM、2002年4月 - 2002年12月）
- Bフライデースペシャル 陣内・ケンコバ45ラジオ（毎日放送、2002年10月 - 2004年3月）
- よしもとエンタテイメントステーションGOYŌDA（YES-FM・大阪放送、2003年1月 - 2006年3月）
- コバンナ（毎日放送）特別番組
- ゴーJ!（毎日放送）準レギュラー
- よしもとオンライン大阪 よしもと○○同好会（毎日放送）

### ウェブテレビ
- 和田アキ子 史上初の誕生会生中継（2019年4月10日、AbemaTV）[10]

## DVD
- サバンナのハイエナ
- うめだ花月2周年記念DVD 永久保存版
- うめだ花月2周年記念DVD A級保存版
- バトルオワライヤル
- 緊急特別DVD 追悼ケンドーコバヤシさん
- 宇宙ターザン

## 出版
- 『ぼくの怪獣大百科』（扶桑社、八木真澄、ISBN 978-4594048891）

八木が手帳に書き溜めていた、想像上の怪獣のイラストをまとめた本。
- 『ぼくの怪獣大百科【レッド】』（扶桑社、八木真澄、ISBN 978-4594049706）

怪獣大百科の第2弾。怪獣一つ一つがカラーで紹介されている。着色は実母が担当。
- 『まだ見ぬ君へ 〜pure love〜』（ベストセラーズ社、八木真澄、ISBN 978-4584130926）
- 『女の魅惑帳 男の魅力帳』（ワニブックス、八木真澄、ISBN 978-4847018008）

- 『世界一長続きするダイエット』（ヨシモトブックス、八木真澄、ISBN 978-4847019067）

## 関連書籍
- 『ゴチャゴチャ言わんと誰が一番おもろいんか決めたらええんや』（ぴあ、ダイナマイト関西実行委員会、ISBN 978-4835600987）
- 『うめだ花月芸人読本 吉本興業オフィシャルブック』（ぴあMOOK関西、ISBN 978-4835604138）
- 『よしもと一笑懸命』（毎日新聞社、橋本昌人、ISBN 978-4620313016）

## 単独ライブ
- 1995年
  - 11月18日 - 「頭投げ」（心斎橋筋2丁目劇場/大阪）
- 1999年
  - 5月25日 - 「サバンナのハイエナ」（TORII HALL/大阪）
- 2000年
  - 3月30日 - 「サバンナのCONTE LIVE」（baseよしもと/大阪）
  - 11月28日 - 「デス」（baseよしもと/大阪）
  - 12月28日 - 「サバンナの満点ジャック」（baseよしもと/大阪）
- 2001年
  - 6月28日 - 「デス」（baseよしもと/大阪）
  - 7月26日 - 「サバンナのスキッピーパンチ」（baseよしもと/大阪）
  - 10月30日 - 「デス」（baseよしもと/大阪）
  - 12月20日 - 「サバンナの満点ジャック」（baseよしもと/大阪）
- 2002年
  - 3月22日 - 「サバンナのハイエナ」（baseよしもと/大阪）
  - 5月22日 - 「SオとMミ」（baseよしもと/大阪）
  - 6月27日 - 「バンナ&ローゼス」（baseよしもと/大阪）
  - 7月24日 - 「サバンナチェリ雄」（baseよしもと/大阪）
  - 9月19日 - 「サバンナシチュー」（baseよしもと/大阪）
  - 11月13日 - 「シゲオラモーンとマスミラモーン」（baseよしもと/大阪）
  - 12月12日 - 「サバンナの満点ジャック」（baseよしもと/大阪）
- 2003年
  - 3月26日 - 「サバンナのハイエナ」（なんばグランド花月/大阪）
  - 5月28日 - 「マスミボールとシゲオボール」（baseよしもと/大阪）
  - 9月21日 - 「サバンナの北の狼 南の虎」（うめだ花月/大阪）
- 2004年
  - 1月12日 - 「サバンナの太陽にもしものことがあったらど〜する?」（うめだ花月/大阪）
  - 2月14日 - 「サバンナの3か4回目」（うめだ花月/大阪）
  - 4月9日 - 「サバンナのタケノコダイナマイト」（うめだ花月/大阪）
  - 5月8日 - 「サバンナから君へ」（うめだ花月/大阪）
- 2005年
  - 2月11日 - 「サバンナのノースシャワー」（うめだ花月/大阪）
  - 4月9日 - 「サバンナのNOKY（なかなかおーけーゆわへん）」（うめだ花月/大阪）
  - 5月31日 - 「サバンナのホー65」（うめだ花月/大阪）
  - 10月8日 - 「サバンナのハイエナ」（大阪ビジネスパーク 円形ホール/大阪）
  - 11月14日 - 「サバンナのハイエナ 2005」（シアターVアカサカ/東京）
- 2006年
  - 03月21日 - サバンナライブ〜プレーンなトレーナー〜（うめだ花月/大阪）
  - 11月02日 - サバンナのトークライブ（うめだ花月/大阪）
- 2007年
  - 1月20日 - サバンナコントライブ〜travelingを聴きながら〜（うめだ花月/大阪）
  - 2月04日 - サバンナライブ〜今回は入院しない方向で〜（ルミネtheよしもと/東京）